# Luiminkajärvi
Luiminkajärvi är en sjö i Finland. Den ligger i kommunen Ranua i landskapet Lappland, i den norra delen av landet, 600 km norr om huvudstaden Helsingfors. Luiminkajärvi ligger 150,7 meter över havet. Arean är 3,58 kvadratkilometer och strandlinjen är 17,8 kilometer lång. Sjön  ingår i Ijo älvs huvudavrinningsområde.   
I övrigt finns följande i Luiminkajärvi:
- Palosaari (en ö)
- Kuusisaari (en ö)
- Kalliosaari (en ö)

I övrigt finns följande vid Luiminkajärvi:
- Kuhan-Takajärvi (en sjö)